# آشور إيتيل إيلاني
آشور إيتيل إيلاني (أو آشور إيتيل عيلاني أو اشور-ايطل-ايلي)، ملك أشور للفترة من 631 ق.م حتى 627 ق.م. خلف والده آشور بانيبال على الحكم.

## مشكلة المصادر التاريخية
إن إعادة بناء الأحداث التي وقعت خلال حكم آشور إيتيل إيلاني صعب للغاية. حيث أن المشكلة الرئيسية الجديرة بالملاحظة هو الغياب الكامل للمصادر من وسط الوثائق الآشوربة التي غطت تلك الفترة، وعدم وجود التسجيلات الرسمية للأحداث (مثل النقوش الملكية). وكان أهم مصدر لهذه الفترة هو "وقائع نبوبولاسر"، التي، مع ذلك، كانت ضئيلة جداً لهذه الفترة.

## البداية
فتحت وفاة آشور بانيبال الطريق إلى قيام صراعات خطيرة في بلاد آشور بين عدة أطراف تدعي أحقيتها بالعرش الآشوري والتي قادت فيما بعد إلى سقوط الإمبراطورية الآشورية. وكانت المنافسة قد بدأت فعلا قبل بضع سنوات من وفاة آشور بانيبال. وتطورت الأحداث، بين عدد من الأطراف المتصارعة (الغير المعروفة على وجه اليقين). وتقول بعض المصادر إن الملك آشور بانيبال ذهب سنة 629 ق.م إلى حران للتداوي وترك الأمبراطورية بين يدي إبنه آشور إيتيل إيلاني الأمر الذي رفضه أخيه التوأم سين شار إشكون. ولكن على ما يبدو إنه من المؤكد بعد وفاة آشور بانيبال، ظهر تحالف الكلدانيين والبابليين والميديين والفرس والسكيثيين، والكيميريين، الذي استفاد من ضعف آشور بسبب الصراعات الداخلية، ونجح باجتياز حدود الإمبراطورية الآشورية، وتدمير عسقلان ومداهمة مصر، وحرق مدينة كالح بالكامل، لكن أسوار مدينة نينوى القوية استطاعت حماية ما تبقى من الجيش الآشوري الذي لجأ خلف تلك الأسوار. مما جعل المغيرين ترك مدينة نينوى والانتقال إلى مناطق أخرى للأستيلاء عليها.
بعد ذلك قام الملك بتشييد قصر جديد بين حطام المدينة. لكن الفقر المعماري وصغر الحجم يبين أن موارد آشور كانت في ادنى مستوياتها.

## فترة حكمه
وفقا لنقش نابونيدوس الذي عثر عليه في حران، حكم الملك آشور إيتيل إيلاني لمدة ثلاث سنوات، ولكن هناك مرخم من نيبور يعود إلى سنته الرابعة. وبالتالي يبدو أنه خلف آشور بانيبال سنة 627 ق.م، وحكم حتى سنة 623 ق.م، وهذا ما يثير بعض المشاكل على تواريخ أحداث الحرب الآشورية البابلية.
لذلك يجب أن يكون آشور إيتيل إيلاني قد نجح بالوصول إلى العرش الآشوري قبل سنة 627 ق.م، وقد يوحي ذلك بإن فترة حكمه بالواقع كانت متداخلة مع فترة حكم آشور بانيبال. ومن المرجح أن يكون آشور بانيبال قد توفي قبل سنة 627 ق.م، لأنه لا يوجد دليل على وجود شريك لذلك الرجل القوي. ولذلك، فقد قيل أن آشور بانيبال توفي في 631 ق.م، والتي السنة ة التي أصبح فيها آشور إيتيل إيلاني ملك آشور حتى 627 ق.م. وقد يكون هذا التاريخ وان كان مختلفاً مع بعض الاستنتاجات فهو أفضل الادلة المتاحة.